# 유엔 영어의 날
유엔 영어의 날( UN 英語의 날 , 영어: UN English Language Day)은 유엔 홍보국이 2010년에 "다언어 및 문화 다양성을 기념하고 기관 전체에서 여섯 개의 공용어를 동일하게 사용하도록 홍보하기 위해" 제정된 기념일이다. 날짜는 매년 4월 23일이며, 윌리엄 셰익스피어의 사망일을 따라 지정되었다.
유엔의 6개 공식 언어는 영어, 프랑스어, 러시아어, 중국어, 스페인어, 아랍어이다. 영어는 영국 영어를, 중국어는 간체자를, 아랍어는 현대 표준 아랍어를 사용한다. 단, 유엔 사무국에서는 영어, 프랑스어를 사용한다.
영어 이외 5개 공식 언어의 기념일은 다음과 같다. 유엔 러시아어의 날은 매년 6월 6일,  유엔 스페인어의 날은 매년 4월 23일, 유엔 아랍어의 날은 매년 12월 18일, 유엔 중국어의 날은 매년 4월 20일, 유엔 프랑스어의 날은 매년 3월 20일이다.

## 같이 보기
- 유엔#언어
- 유엔 러시아어의 날
- 유엔 스페인어의 날
- 유엔 아랍어의 날
- 유엔 중국어의 날
- 유엔 프랑스어의 날